# CFTM-DT
Pour les articles homonymes, voir Canal 10.
CFTM-DT est une station de télévision québécoise de langue française située à Montréal appartenant au Groupe TVA et est la station phare du réseau de télévision TVA. Elle diffuse du sommet du Mont Royal.

## Histoire

Logo de CFTM-TV en 1969, alors « CFTM 10 ».

La station est inaugurée le 19 février 1961 ; quelques semaines après le lancement de CFCF-TV. Elle est alors détenue par Joseph Alexandre DeSève et sa compagnie, Télé-Métropole. En 1963, la station commence à partager des programmes avec CJPM-TV à Chicoutimi. Ils sont ensuite rejoints par CFCM-TV à Québec en 1964. C'est le début de TVA, bien que le réseau ne s'établisse officiellement qu'en 1971, ayant été cofondé par Roland Giguère et Jean Pouliot.
Quand DeSève meurt en 1968, la ville rebaptise la rue sur laquelle sont situés les studios de CFTM, au 1425 rue Maisonneuve, en rue Alexandre DeSève, en son honneur. Le changement de nom de la rue Maisonneuve (nord-sud) était devenu nécessaire à la suite de la fusion des rues de Montigny, Burnside, Saint-Luc et Western en Boulevard De Maisonneuve (est-ouest). La construction de l'édifice de 14 étages, équipé d'un hélipad, débute en 1973.
Télé-Métropole a toujours été, de loin, la station la plus populaire du réseau TVA. En tant que telle, elle a dominé le réseau bien avant 1990. À ce moment-là, CFTM produit 90 pour cent de la programmation de TVA. Même aujourd'hui, le flux du réseau TVA est un peu plus d'une retransmission de CFTM. Chaque fois que CFTM doit interrompre sa programmation pour des bulletins de nouvelles ou météorologiques à Montréal, l'ensemble du réseau est habituellement également interrompu.
En 1987, Télé-Métropole achète 3,42 % du capital de la nouvelle chaîne privée française La Cinq. En septembre 1989, CFTM-TV demande à Robert Hersant de modifier sa stratégie de gestion pour protéger son investissement alors que la chaîne a perdu près de 400 millions de dollars depuis son lancement. Finalement Télé-Métropole revend ses parts à profit en mai 1990 après avoir injecté 6,5 millions de dollars,.
En septembre 1989, CFTM-TV commence à diffuser pendant la nuit. L'expérience, très coûteuse, est stoppée sept mois plus tard du fait de cotes d'écoute trop faible.
À partir de 2012, le nom Télé-Métropole cesse d'être utilisé à la télévision et désormais seul TVA sera utilisé.
En 2025, CFTM-DT déménage dans de nouveaux studios situés au 4545 rue Frontenac au même emplacement que Le Journal de Montréal et QUB radio,,.

## Télévision numérique terrestre et haute définition
Après l'arrêt de la télévision analogique et la conversion au numérique qui a eu lieu le 1er septembre 2011, CFTM a éteint son antenne analogique au canal 10 à minuit et a commencé à diffuser en numérique à la même fréquence à partir du Mont Royal via le canal virtuel 10.1.
Dans le cadre d'un programme gouvernemental visant à ré-allouer les fréquences 600 MHz aux services cellulaires impliquant des changements de fréquences, l'émetteur de la station devait initialement changer du canal 10 au canal 11 entre le 2 mai et le 3 juillet 2020, mais le changement a été effectué deux semaines plus tard, le 16 juillet 2020.

### Couverture par câble et satellite
CFTM est également disponible dans l'agglomération de Montréal sur Illico télé numérique aux canaux 4 (SD) et 604 (HD) et sur le service de télévision par fibre optique Bell Fibe TV aux canaux 103 (SD) et 1103 (HD). Elle est aussi disponible sur Cogeco au Québec aux canaux 48 (SD) et 503 (HD), en Ontario sur les canaux 610 (SD) et 611 (HD) de Rogers Cable. Elle est également supportée nationalement via le satellite sur Bell Télé aux canaux 115 (SD) et 1804 (HD), et sur Shaw Direct aux canaux 702 (HD). La station est aussi supportée sur le câble numérique à travers pratiquement tous les fournisseurs canadiens depuis 1998.
Suivant la tendance des distributeurs canadiens de fournir les signaux de l'ouest du pays (incluant le compétiteur CBUFT Vancouver (Radio-Canada)) aux clients de l'est du pays, ainsi que dans le but de rejoindre les téléspectateurs dans le fuseau horaire de l'ouest canadien, TVA a lancé une version de CFTM-TV décalé de 3 heures depuis octobre 2004 distribuée en mode numérique chez ces fournisseurs. La programmation n'est pas interrompue.

### Identité visuelle (logo)

Logo de TVA de septembre 1990 à novembre 2012
Logo de CFTM-DT avec ses lettres d'appels.
Logo de TVA du 29 novembre 2012 au 11 novembre 2020[14].
Logo de TVA depuis le 11 novembre 2020[14].